# プロターケオプテリクス
プロトアーケオプテリクス（Protarchaeopteryx）は、中生代白亜紀前期（約1億4400万年前–約9900万年前）の現在の中国に生息した羽毛恐竜。プロトアルカエオプテリクス、プロターケオプテリクスと呼ばれることもある。
体長約1mで骨骼の特徴が始祖鳥によく似ていて羽毛を持つため、原始祖鳥（Prot‐ = 原始、Archaeopteryx = 始祖鳥）と名づけられた。恐竜の中でも鳥類に近い系統ではあるが要素は少なく、ドロマエオサウルス科などの進化的な羽毛恐竜がより鳥類に近い。
化石が発見された地層は始祖鳥より後の時代のものであり、生息時期も始祖鳥（ジュラ紀後期）より後であるが、始祖鳥よりも古い特徴を残している。またプロターケオプテリクスの羽毛は左右対称であり、飛翔できたとは考えられない。
歯は肉食恐竜特有のノコギリ状で、長い尾には10cmもの羽が生えていた。

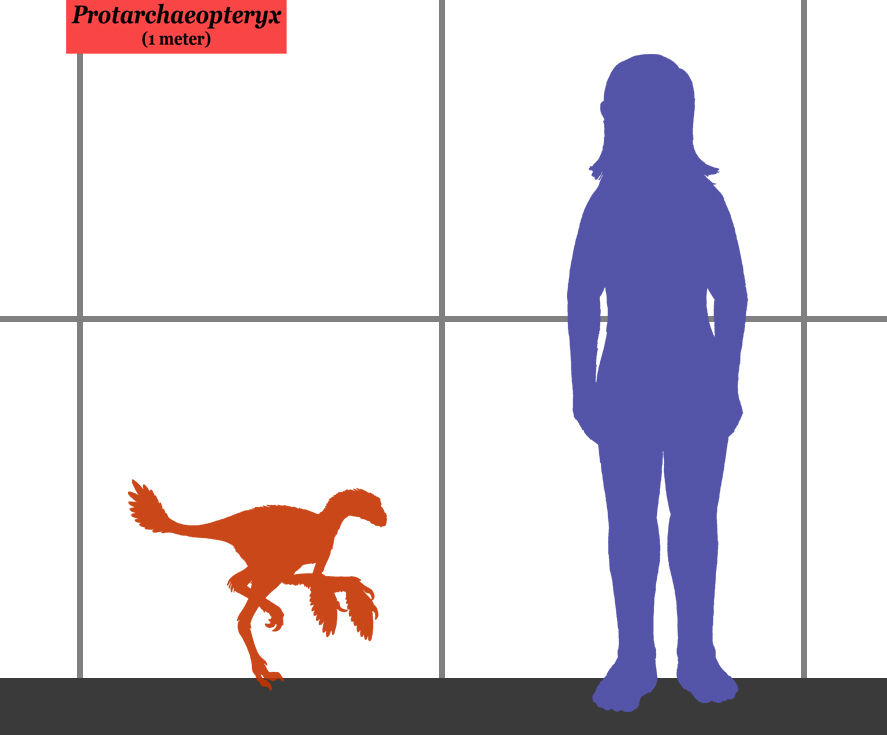
ヒトとの大きさ比較

## 分類体系
- 恐竜 Dinosauria
  - 竜盤類 Saurischia
    - 獣脚類 Theropoda
      - テタヌラ類 Tetanurae
        - コエルロサウルス類 Coelurosauria
          - マニラプトル形類 Maniraptoriformes
            - マニラプトル類 Maniraptora
              - オヴィラプトロサウルス類 Oviraptorosauria